# Benefactief
De benefactief is een naamval met de hoofdbetekenis "bedoeld voor", "ten gunste/voordele van". In Indo-Europese talen wordt deze betekenis gewoonlijk weergegeven door middel van de datief. In het Latijn heet deze vorm van de datief de dativus commodi.
Het Baskisch is een voorbeeld van een taal met de benefactief als aparte naamval. De uitgang is -(r)entza(t), afhankelijk van de fonologische context. Het onderstaande voorbeeld bevat een Baskische zin met een benefactief:
| liburu-a                       | lagun-entza-ko                 | da |
| boek-het                       | Vriend-Benefactief-Relationeel | is |
| „Het boek is voor een vriend.“ |                                |    |

In het Quechua is de uitgang van de benefactief -paq. De benefactief komt daarnaast nog voor als aparte naamval in veel Abchazo-Adygese en Tibeto-Birmaanse talen. 